# Zatwarnica (gmina)
Zatwarnica – dawna gmina wiejska istniejąca w latach 1934–1951 w woj. lwowskim i rzeszowskim (dzisiejsze woj. podkarpackie). Siedzibą władz gminy była Zatwarnica.

## Historia

### 1934–1939
Gminę zbiorową Zatwarnica utworzono 1 sierpnia 1934 roku w powiecie leskim województwie lwowskim, z dotychczasowych jednostkowych jednostkowych gmin wiejskich: Chmiel, Hulskie, Krywe ad Tworylne, Ruskie, Studenne, Tworylne i Zatwarnica. Gminy te przekształcono 17 września 1934 w 7 gromad (sołectw) gminy Zatwarnica.

### 1939–1944
Po wybuchu II wojny światowej granica niemiecko-sowiecka przedzieliła gminę wzdłuż Sanu. Zasadnicza część gminy Zatwarnica znajdowała się na lewym brzegu Sanu i przeszła przez to pod okupację niemiecką, wchodząc w skład Landkreis Sanok w dystrykcie krakowskim w Generalnym Gubernatorstwie. Obszar ten objął w całości gromadę Ruskie, zasadnicze części gromad Studenne, Tworylne, Krywe, Hulskie i Zatwarnica wraz z ich siedzibami oraz niewielki lewobrzeżny fragment gromady Chmiel. Północne tereny na prawym brzegu Sanu (około jedna czwarta powierzchni gminy) znalazły się pod okupację radziecką. Dotyczyło to prawie całej gromady Chmiel, a także prawobrzeżnych, słabo zamieszkanych fragmentów pięciu innych gromad, bez ich siedzib – Studenne, Tworylne, Krywe, Hulskie i Zatwarnica (Sikawiec), które 17 stycznia 1940 włączona do nowo utworzonego tam rejonu ustrzyckiego w obwodzie drohobyckim.
Rejon ustrzycki przestał istnieć wraz z wybuchem wojny niemiecko-radzieckiej 22 czerwca 1941. Na mocy dekretu Adolfa Hitlera z 1 sierpnia 1941, północne połacie gminy Zatwarnica, odłączone od niej w 1939 roku, weszły w skład Generalnego Gubernatorstwa, gdzie zostały połączone 15 listopada 1941 z gminą Zatwarnica w dystrykcie krakowskim w Landkreis Sanok. Po zmianie tej, gmina Zatwarnica została zrekonfigurowana w jej oryginalnych granicach sprzed 1939. W 1943 roku gmina Zatwarnica liczyła 4089 mieszkańców (451 w Chmielu, 344 w Hulskiem, 704 w Krywem, 259 w Ruskiem, 299 w Studennem, 953 w Tworylnem i 1079 w Zatwarnicy).

### 1944–1951
Latem 1944 przywrócono ponownie granicę na Sanie po zajęciu wschodnich terenów przez Armię Czerwoną, włączając ponownie północne połacie gminy Zatwarnica do reaktywowanego 31 lipca 1944 rejonu ustrzyckiego w ZSRR. Podział obszaru zniesionej gminy Zatwarnica na Sanie zamanifestował się identycznie co w latach 1940–41. W ZSRR Chmiel utworzył radę wiejską (Хмільська сільська рада), obejmującą wieś Chmiel (Хміль), chutor Dwerniczek (Дверничок) i chutor Sikawiec (Сиаквець).
W Polsce, gmina Zatwarnica powróciła do reaktywowanego powiatu leskiego, który od 18 sierpnia 1945 należał do nowego województwa rzeszowskiego. Składała się już z czterech gromad, Ruskie, Studenne, Tworylne i Zatwarnica (gromady Hulskie i Krywe ad Tworylne zniesiono).
W wyniku włączenia do Polski z ZSRR w grudniu 1951 prawie całego rejonu ustrzyckiego w ramach umowy o zmianie granic z 15 lutego 1951, obszar ten przekształcono w nowy powiat ustrzycki z siedzibą w Ustrzykach Dolnych, który zmodyfikowano, dołączając do niego części polskich powiatów leskiego i przemyskiego.
1 stycznia 1952 gminę Zatwarnica przeniesiono formalnie do powiatu ustrzyckiego, jednak tego samego dnia została ona zniesiona i włączona do (reaktywowanej na obszarze odzyskanym od ZSRR) gminy Polana. Należący przed 1939 do gminy Zatwarnica Chmiel (który w latach 1944-1951 przypadł ZSRR, a w 1951 powrócił do Polski) włączono do reaktywowanej gminy Szewczenko (Lutowiska). Tam też powrócił Dwerniczek, który bynajmniej do gminy Zatwarnica nigdy nie należał, lecz w ZSRR wraz z Chmielem tworzył wspólny sielsowiet.
29 września 1952 obszar gminy Polana podzielono na cztery gromady, jednak na obszarze zniesionej gminy Zatwarnica nie utworzono ani jednej gromady (zrobiono to wyłącznie na bazie miejscowości odłączonych od ZSRR). Spowodowane to było kompletnym spaleniem i wyludnieniem miejscowości zatwarnickich pod koniec wojny i po jej zakończeniu, w tym w toku walk z UPA. Zachowano jednak oryginalny podział obszaru na obręby ewidencyjne w granicach (i o nazwach) dawnych gmin katastralnych (gromad), które później stopniowo zaludniano, tworząc nowe miejscowości i sołectwa. Gminę Polana zniesiono 29 września 1954 wraz z reformą wprowadzającą gromady w miejsce gmin, a jej obszar wszedł w całości w skład nowej gromady Polana.
Gminy Zatwarnica nie przywrócono 1 stycznia 1973 roku po reaktywowaniu gmin. Jej oryginalny obszar sprzed 1939 wszedł w skład gmin: Lutowiska (Chmiel, Hulskie, Krywe, Ruskie i Zatwarnica), Czarna (Tworylne) i Wołkowyja (Studenne).